# Oksjärvi (sjö i Egentliga Tavastland, lat 60,80, long 23,95)
Oksjärvi är en sjö i Finland. Den ligger i kommunen Tammela i landskapet Egentliga Tavastland, i den södra delen av landet, 90 km nordväst om huvudstaden Helsingfors. Oksjärvi ligger 110,1 meter över havet. Arean är 3,01 kvadratkilometer och strandlinjen är 11,21 kilometer lång. Sjön  ingår i Kumo älvs huvudavrinningsområde.   I omgivningarna runt Oksjärvi växer i huvudsak blandskog.